# Jess Margera
Jess Margera (født 28. august 1978 i West Chester, Pennsylvania, USA) er trommeslager i bandet CKY (Camp Kill Yourself), og tidligere trommeslager i Foreign Objects og Gnarkill. Hans medspillere i CKY er Deron Miller og Chad Ginsburg. Han er også storebror til den kendte Bam Margera (Jackass, Viva la Bam), som han desuden er et halvandet hoved højere end. 
Den 8. april 2005 fødte hans kone Kelly, en lille pige der hedder Ava Elizabeth Margera. 
Han er søn af Phil Margera og April Margera.